# Entedon pumilae
Entedon pumilae är en stekelart som beskrevs av Yang 1996. Entedon pumilae ingår i släktet Entedon och familjen finglanssteklar. Inga underarter finns listade i Catalogue of Life.